# Sinais de Vida
Sinais de Vida é uma série de televisão portuguesa transmitida na RTP1, no horário das 21 horas, que estreou a 14 de janeiro de 2013 e terminou a 10 de maio do mesmo ano.
Foi reexibida em 2018 no horário das 14h15, na RTP1. Em 2019, foi retransmitida no canal RTP Memória.

## Sinopse
“Sinais de Vida” é uma série em que acompanhamos a rotina de uma equipa de Cirurgia Geral e de médicos de Medicina Interna do Hospital de Santa Catarina. A vida dos médicos e enfermeiros, as relações entre eles e as suas famílias serão reveladas a cada episódio. Paralelamente, acompanhamos as histórias que decorrem no ambiente fascinante do Jardim Zoológico de Lisboa. Em síntese, a narrativa – onde se cruzam elementos dramáticos, a comédia e a emoção – procura retratar a vida e as histórias de quem tudo faz para salvar vidas.
Salvar ou ser salvo?
Conheça a luta diária de médicos e veterinários, cujas vidas estão em estado tão critico... Quanto as dos seus pacientes.
"Sinais de Vida" leva até sua casa um grande elenco, drama e muita emoção para toda a família.

## Elenco
Protagonistas:
- Dalila Carmo - Alice Borges
- Joaquim Horta - Vicente Sampaio
- Luís Gaspar - David Ramalho
- São José Correia - Simone Martins

Elenco Principal:
- Álvaro Faria - Augusto Morais
- Anabela Moreira - Joana Rocha
- Carla Salgueiro - Filipa Morais
- Dânia Neto - Margarida Nogueira
- Fátima Belo - Carolina Nogueira
- Filipe Vargas - Guilherme
- Francisco Areosa - João Gouveia
- Francisco Côrte-Real - André Lourenço
- Joana Metrass - Cândida Pereira Macedo
- Joel Branco - Francisco Sampaio
- Jorge Corrula - Hugo Cabral
- Madalena Brandão - Vanda Antunes Leal
- Marco Medeiros - Marco Fernandes
- Nuno Nunes - Adérito Sousa
- Pedro Caeiro - Miguel Ribeiro
- Rosa do Canto - Marília Morais
- Rui Neto - Rui Leal
- Sérgio Praia - Sérgio Coimbra
- Tânia Alves - Leonor Reis
- Teresa Macedo - Graça Borges
- Tiago Barroso - Carlos Morais
- Tomás Almeida - Rodrigo Morais

Elenco Infantil:
- Ana Marta Contente - Camila Coimbra
- Francisco Ferreira - Diogo Sampaio
- Maria Carolina Pacheco - Sofia Sampaio
- Mariana Bastos - Vera Coimbra

Elenco Adicional:
- Ana Rita Tristão - Salomé
- António Fonseca - Fernando
- Catarina Guerreiro - Tina
- Carlos M. Cunha - Aníbal Ribeiro
- Gustavo Vargas - Guilherme Antunes
- Inês Gafaniz - Anabela
- Leonor Alcácer - Lurdes
- Manuela Cassola - D. Dulce
- Rita Alagão - Paula Rodrigues
- Viriato Quintela - Duarte, obstetra